# 파에스시 (미란다주)

파에스 시의 위치

파에스시(스페인어: Páez)는 베네수엘라 미란다 주의 지방 자치체로 행정 중심지는 리오치코이며 면적은 963km2, 인구는 39,097명(2007년 기준)이다.